# Elisaveta Ivanovna Bykova
Elisaveta Ivanovna Bykova (in russo Елизавета Ивановна Быкова?; Bogoljubovo, 4 novembre 1913 – Mosca, 8 marzo 1989) è stata una scacchista sovietica.
Si mise in luce vincendo nel 1938 il campionato femminile di Mosca.
Dopo aver vinto per tre volte (1947, 1948 e 1950) il campionato sovietico femminile, ottenne il titolo di Maestro internazionale femminile nel 1950.
Nel 1952 vinse nettamente a Mosca il torneo delle candidate al titolo mondiale femminile (+11 –3 =1), ottenendo il diritto di giocare un match con la campionessa in carica Ljudmyla Rudenko. 
La sfida si svolse a Mosca nel 1953 e vide prevalere la Bykova per 8 a 6 (+7 –5 =2=), che così diventò la terza campionessa del mondo femminile. Nello stesso anno conseguì il titolo di Maestro internazionale.
Il campionato del mondo femminile del 1956 si svolse con la formula di un torneo a tre giocatrici in cui ognuna incontrava le altre due otto volte. Vinse Ol'ga Rubcova col punteggio di 10/16, diventando la quarta campionessa del mondo (la Bykova si classificò seconda con 9½).
Nel 1957 vinse ancora il torneo delle candidate e nel 1958 riconquistò il titolo sconfiggendo in un match a Mosca la Rubcova (+7 –4 =3). Diventò così la prima donna a riconquistare il titolo dopo averlo perso.
Difese il titolo due volte: nel 1960 vinse contro Kira Zvorykina (+6 –2 =3) e nel 1962 perse il titolo a favore della ventunenne georgiana Nona Gaprindashvili (+0 –7 =4), la quale diventò così la quinta campionessa del mondo.
La FIDE le assegnò il titolo di Grande maestro femminile nel 1976.
Nel 1951 scrisse un libro sulle giocatrici di scacchi sovietiche.
Di professione era ingegnere presso un grande tipografia di Mosca.
Una fotografia della Bykova è visibile qui.